# Pallars Jussà

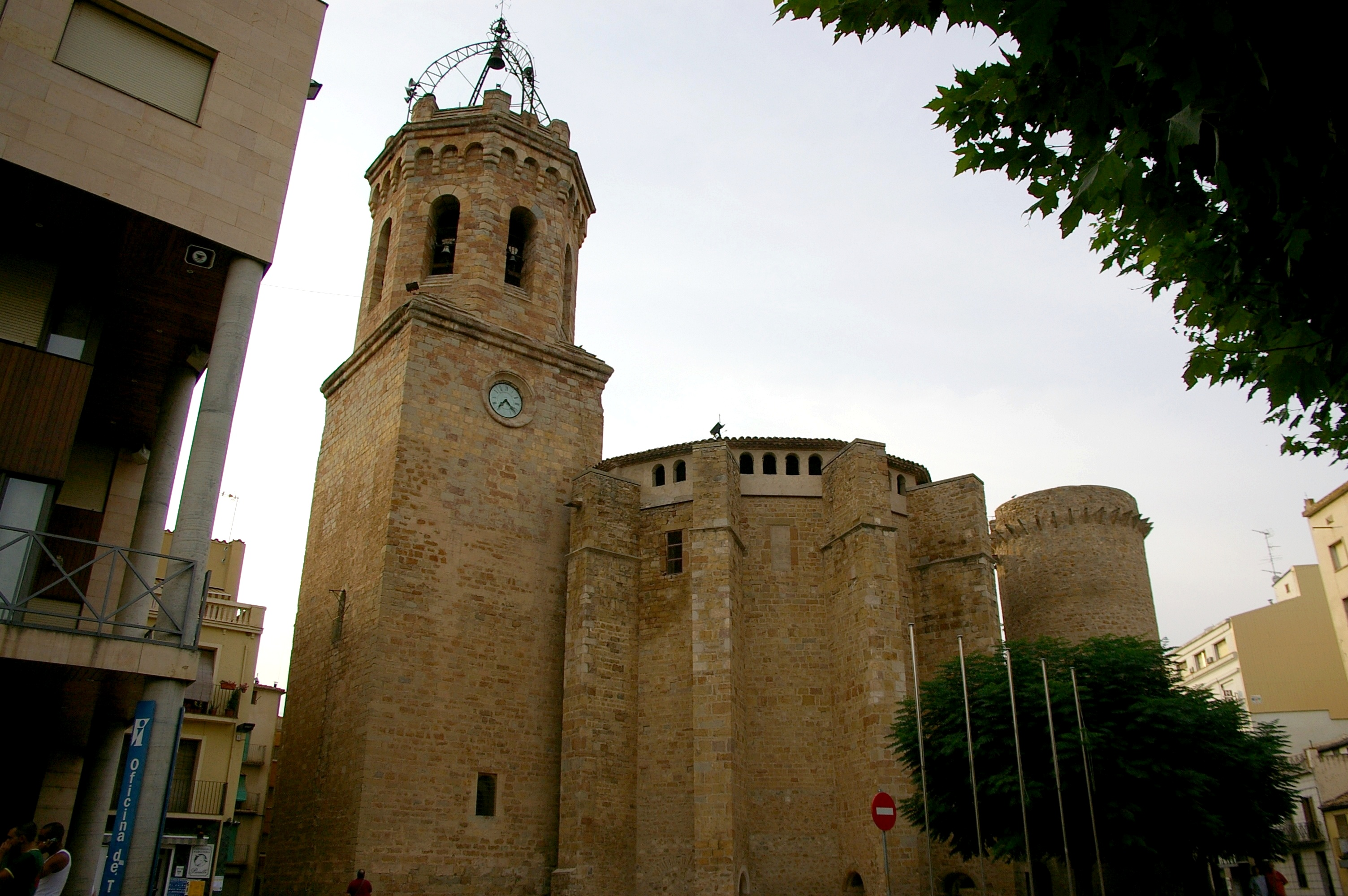
Tremp

Pallars Jussà (spanyolul Pallars Jussá) járás (comarca) Katalóniában, Lleida tartományban. Pallars Jussà Alta Ribagorça, Pallars Sobirà, Alt Urgell, Noguera és Ribagorza comarcákkal határos.

## Települések
A települések utáni szám a népességet mutatja. Az adatok 2005 szerintiek.
- Abella de la Conca - 183
- Castell de Mur - 173
- Conca de Dalt - 439
- Gavet de la Conca - 313
- Isona i Conca Dellà - 1 149
- Llimiana - 168
- La Pobla de Segur - 3 043
- Salàs de Pallars - 334
- Sant Esteve de la Sarga - 144
- Sarroca de Bellera - 145
- Senterada - 113
- Talarn - 344
- La Torre de Cabdella - 732
- Tremp - 5 286